# Distrito histórico residencial de East Anniston
El distrito histórico residencial de East Anniston es un distrito histórico ubicado en Anniston, Alabama, Estados Unidos. Fue incluido en el Registro Nacional de Lugares Históricos en 1993.

## Descripción
El distrito abarca 396 edificios contribuyentes en 137 acres (55,4 ha) de extensión y corre aproximadamente a lo largo de las avenidas Leighton y Christine desde 11th St. hasta 22nd Sts. y a lo largo de Woodstock Ave. desde 11th St. hasta Rocky Hollow.
Incluye diferentes estilos arquitectónicos como Prairie School, Bungaló, Reina Ana, entre otros.
Algunos lugares notables del distrito son:
- La Cabaña Crowan
- La Casa Kilby
- La Iglesia Metodista Episcopal de San Pablo